# Univerzita A Coruña

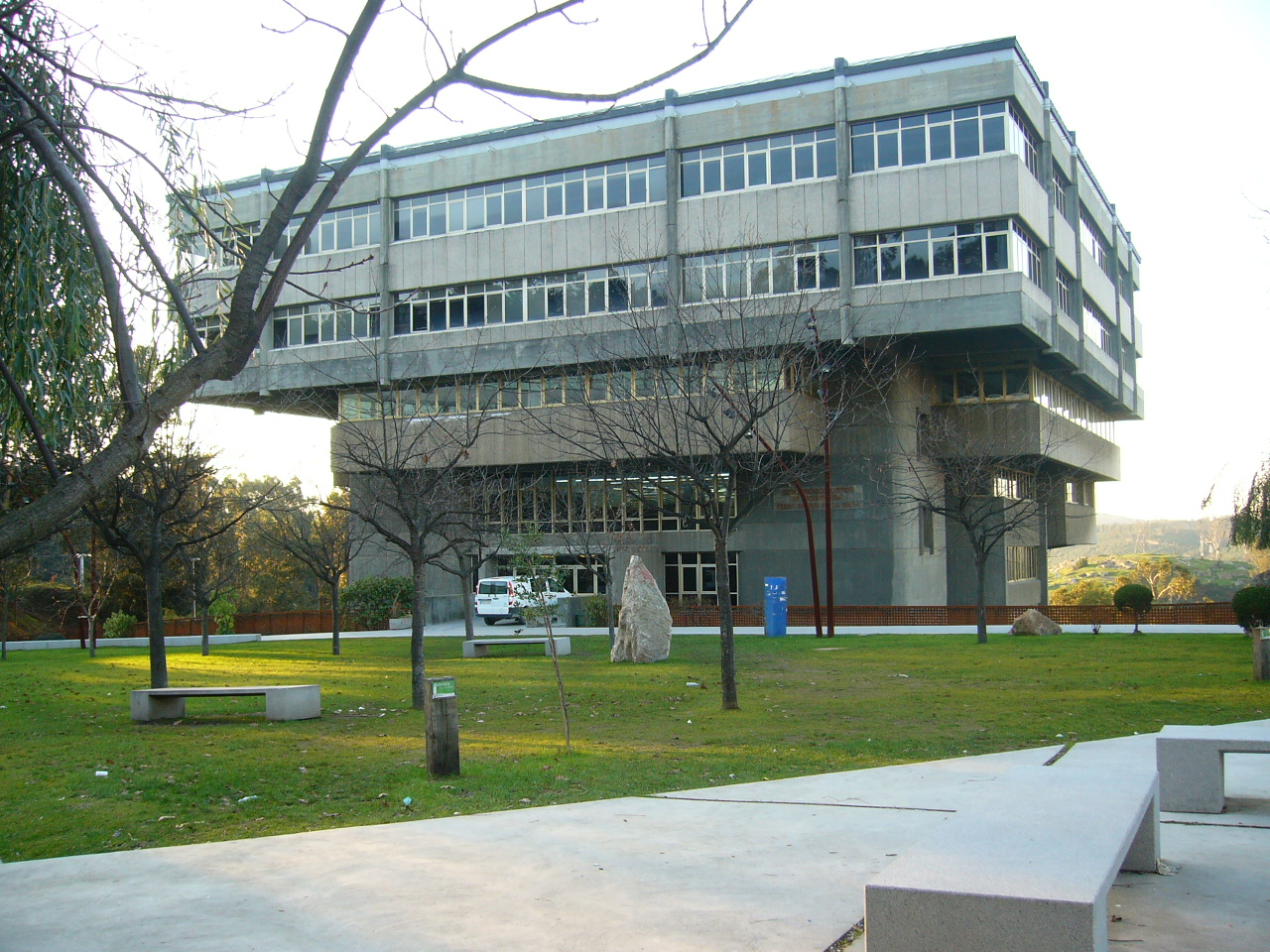
Vyšší technická škola architektury v kampusu Zapateira

Univerzita A Coruña (galicijsky Universidade da Coruña, zkratka UDC) je veřejná univerzita ve španělském městě A Coruña v Galicii. Hlavní kampus leží na předměstí A Coruñy Elviña (v blízkosti místa bitvy u La Coruñi), další kampusy leží na předměstích Maestranza, Zapateira, Bastiagueiro, Oza a Riazor. Dva kampusy (Esteiro a Serantes) leží v nedalekém městě Ferrol. V akademickém roce 2023/2024 zde studovalo 17 304 studentů.

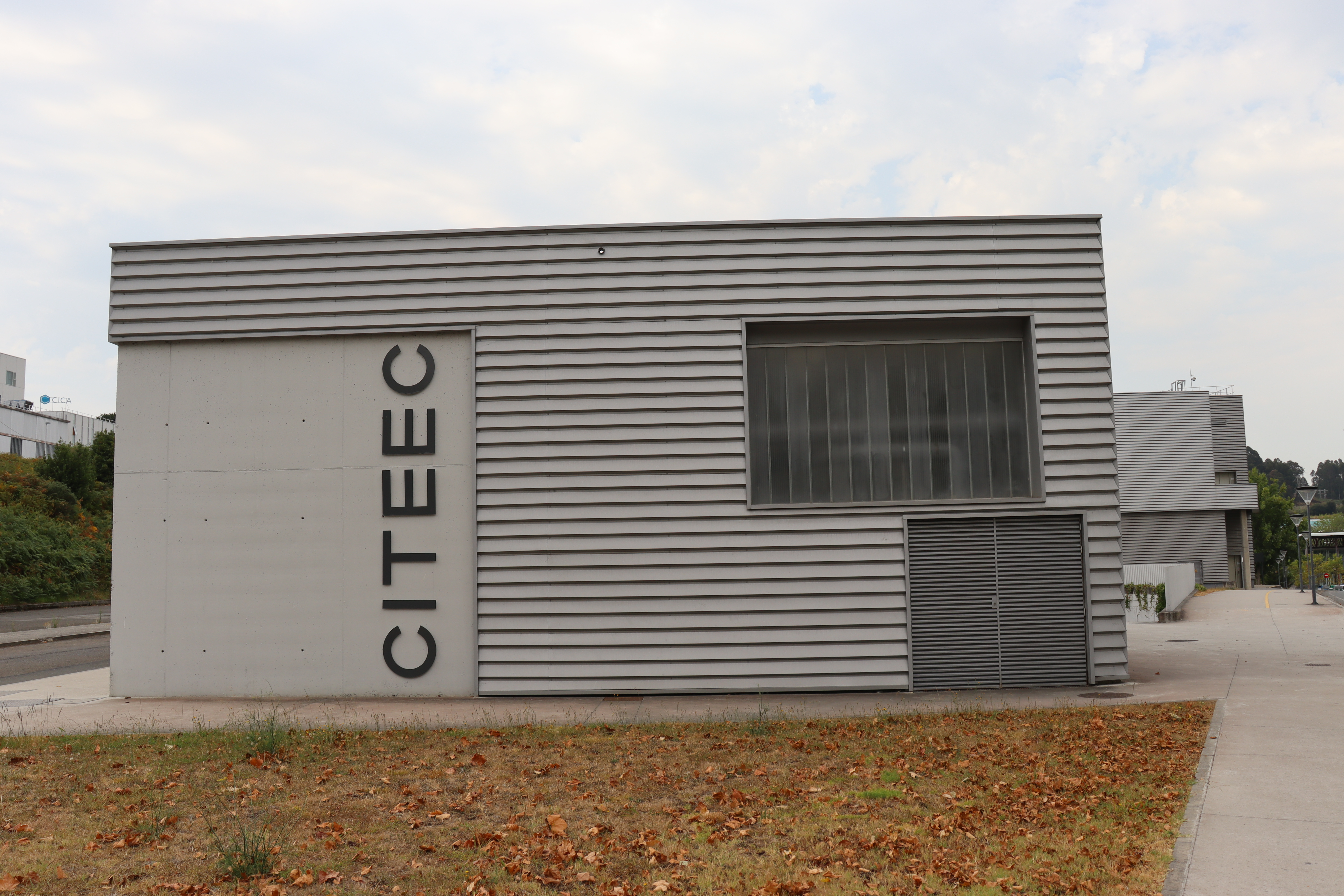
Výzkumné centrum CITEEC

## Historie
Nejstarší univerzita v Galicii je Univerzita Santiago de Compostela v Santiagu de Compostela, založená roku 1495. Na začátku 80. let 20. století byly založena dva nové kampusy této univerzity v dalších městech Galicie: jeden ve Vigu a jeden v A Coruñe.
V roce 1989 se kampus v A Coruñe osamostatnil, čímž vznikla samostatná Univerzita A Coruña. Rok poté se součástí univerzity stala také škola námořních a průmyslových inženýrů ve Ferrolu, založená v 60. letech 20. století, do té doby řízená přímo ministerstvem školství z Madridu.
V následujících letech byly zřízeny další fakulty. V roce 2007 rada univerzity přijala závazek normalizace galicijštiny, který postupně zavedl galicijštinu jakožto hlavní jazyk univerzity, přičemž cílem má být, aby třetina veškeré výuky probíhala v galicijštině

## Fakulty univerzity
Fakulty Univerzity A Coruña v A Coruñe:
- Fakulta věd
- Fakulta komunikačních věd
- Pedagogická fakulta
- Fakulta zdravotních věd
- Fakulta sportovních věd a tělovýchovy
- Právnická fakulta
- Fakulta ekonomie a podnikání
- Filologická fakulta
- Fakulta fyzioterapie
- Fakulta informatiky
- Fakulta sociologie
- Fakulta turistiky
- Vyšší technická škola architektury
- Vyšší technická škola stavitelství silnic, kanálů a přístavů
- Vyšší technická škola námořní a strojní
- Univerzitní škola technické architektury
- Ošetřovatelská univerzitní škola
- Univerzitní škola pracovních vztahů

Fakulty Univerzity A Coruña ve Ferrolu:
- Polytechnická inženýrská škola
- Fakulta humanitních studií a dokumentace
- Fakulta ošetřovatelská a podologická
- Univerzitní škola průmyslového designu
- Fakulta pracovních věd